# 팔도 검객
"팔도 검객"은 1970년 공개된 대한민국의 영화이다.

## 배역
- 박노식
- 남정임
- 고은아
- 독고성
- 박암
- 황승진
- 백일섭
- 최병철
- 김순철
- 황백
- 최창호
- 이향
- 최삼
- 강계식
- 김립
- 최성호